# Apis mellifera monticola
La abeja de Kenia (Apis mellifera monticola) es una subespecie de abeja doméstica que en algún momento se la sinonimizó con Apis mellifera scutellata; tras nuevos estudios genéticos podemos inferir que es válida. Friedrich Ruttner acepta 11 subespecies africanas de Apis mellifera a la cual deberíamos agregar esta. En su trabajo sobre abejas de África, Smith (1961) informa que Apis mellifera monticola está presente en las mesetas de Etiopía, más tarde Ruttner (1975) informa sobre la presencia de Apis mellifera scutellata y Apis mellifera jemenitica. Recientemente Radloff and Hepburn (1997) informan sobre la presencia de Apis mellifera jemenitica, Apis mellifera bandasii y Apis mellifera sudanensis para Etiopía. Las formas montañosas de Kenia, Tanzania y Malaui pertenecerían a Apis mellifera monticola.
Muestras de 39 colonias de Apis mellifera scutellata y Apis mellifera monticola de tres diversas regiones de Kenia fueron analizadas para observar la variación del ADN mitocondrial usando las enzimas de la restricción.
En las abejas de ambiente de bosque montaña no se encontró material genético de Apis mellifera scutellata, subespecie a la que se le adjudicaba la sinonimia de A. m. monticola. Fueron colectadas en el Monte Elgon y el Monte Kenia. 
En muestras de sabana se encontró material aportado por Apis mellifera monticola.
Estos resultados apoyan la hipótesis que Apis mellifera monticola es una subespecie distinta y no un ecotipo de Apis mellifera scutellata. 
En la costa de Kenia fueron también analizadas muestras encontrando que tienen relación genética con Apis mellifera scutellata y pertenecerían a Apis mellifera litorea que tendría relación con A. m. scutellata pero sería una subespecie diferente. 
Los autores adjudican estas subespecies a aislamientos producidos en el Pleistoceno.
Análisis de las abejas de montaña en África determinaron que estas abejas deben ser consideradas subespecies diferentes de las de la sabana que las circunda.